# Brechmorhoga praecox
Brechmorhoga praecox – gatunek ważki z rodziny ważkowatych (Libellulidae). Występuje na terenie Ameryki Północnej i Południowej – od południa USA (Arizona, Teksas) na południe po Peru i Brazylię, także na Małych Antylach.